# UFC 42
UFC 42: Sudden Impact（ユーエフシー・フォーティトゥー：サドゥン・インパクト）は、アメリカ合衆国の総合格闘技団体「UFC」の大会の一つ。2003年4月25日、フロリダ州マイアミのアメリカン・エアラインズ・アリーナで開催された。

## 大会概要
メインイベントのUFC世界ウェルター級タイトルマッチでは、王者マット・ヒューズが、キャリア20戦無敗の挑戦者ショーン・シャークを降し、4度目の王座防衛に成功した。
リッチ・フランクリン、ドゥエイン・ラドウィックがUFCに初出場した。

## 試合結果

### プレリミナリィカード
第1試合 ミドル級 5分3R
○  デビッド・ロワゾー vs.  マーク・ウィアー ×
1R 3:55 KO（パウンド）
第2試合 ライト級 5分3R
○  エルメス・フランカ vs.  リッチ・クランキルトン ×
3R終了 判定3-0（30-27、30-27、30-27）
第3試合 ライト級 5分3R
○  ドゥエイン・ラドウィック vs.  須藤元気 ×
3R終了 判定3-0（29-28、29-28、29-28）

### メインカード
第4試合 ライトヘビー級 5分3R
○  リッチ・フランクリン vs.  エヴァン・タナー ×
1R 2:40 TKO（レフェリーストップ：スタンドパンチ連打）
第5試合 ヘビー級 5分3R
○  ウェズリー・コレイラ vs.  ショーン・アルバレス ×
2R 1:46 TKO（レフェリーストップ：スタンドパンチ連打）
第6試合 ウェルター級 5分3R
○  デイブ・ストラッサー vs.  ロミー・アラム ×
3R終了 判定3-0（30-27、30-27、30-27）
第7試合 ウェルター級 5分3R
○  ピート・スプラット vs.  ロビー・ローラー ×
2R 2:28 ギブアップ（右足の負傷）
第8試合 UFC世界ウェルター級タイトルマッチ 5分5R
○  マット・ヒューズ vs.  ショーン・シャーク ×
5R終了 判定3-0（48-45、48-47、49-46）
※ヒューズが王座の4度目の防衛に成功